# Дреба
Дреба (њем. Dreba) општина је у њемачкој савезној држави Тирингија. Једно је од 76 општинских средишта округа Зале-Орла. Према процјени из 2010. у општини је живјело 277 становника. Посједује регионалну шифру (AGS) 16075018.

## Географски и демографски подаци
Дреба се налази у савезној држави Тирингија у округу Зале-Орла. Општина се налази на надморској висини од 460 метара. Површина општине износи 12,4 km². У самом мјесту је, према процјени из 2010. године, живјело 277 становника. Просјечна густина становништва износи 22 становника/km².

## Међународна сарадња
| Мјесто        | Држава    | Врста сарадње | Од    |
| ------------- | --------- | ------------- | ----- |
|               | Француска | пријатељство  | 2000. |
| Остдиојнкерке | Белгија   | пријатељство  | 2000. |
| Намир         | Белгија   | партнерство   | 1996. |
| Извор         |           |               |       |